# Velvary
Velvary é uma cidade checa localizada na região da Boêmia Central, distrito de Kladno.